# Jacqueline Andere
María Esperanza Jacqueline Andere Aguilar (Ciudad de México, 20 de agosto de 1938), conocida como Jacqueline Andere, es una actriz mexicana.

## Biografía y carrera

### Primeros años
María Esperanza Jacqueline Andere Aguilar nació el 20 de agosto de 1938 en la colonia Industrial. Calzada de Guadalupe 598, en Gustavo A. Madero, Ciudad de México, siendo hija de Jorge Andere, originario de San Francisco Ocotlán, Puebla, y Herlinda Aguilar, originaria de Morelia, Michoacán.

### Trayectoria actoral

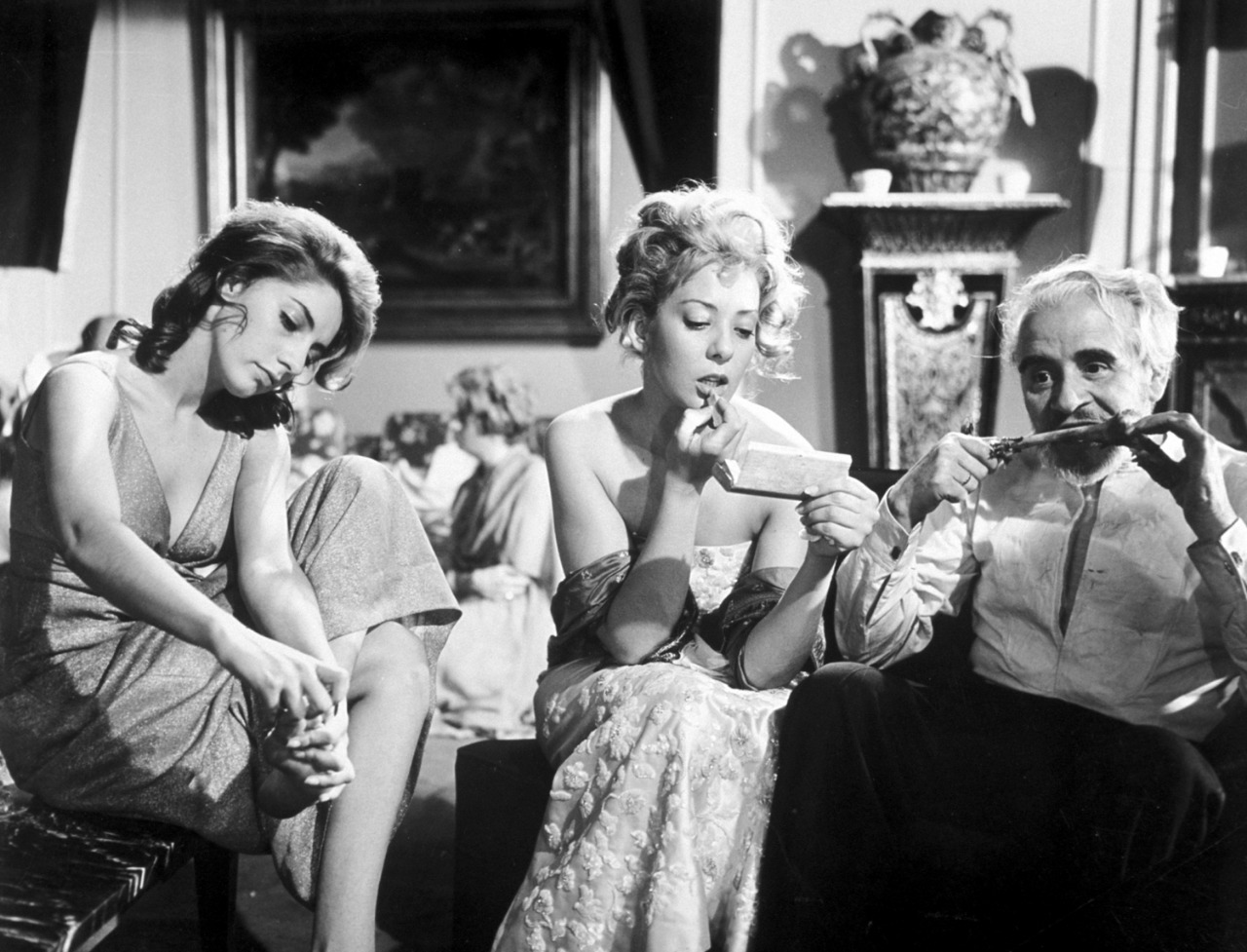
(a): Andere, Silvia Pinal y Enrique García Álvarez en El ángel exterminador (1962).

Ha participado en televisión, teatro y cine; en este último destaca su papel en la película El ángel exterminador, de Luis Buñuel, y Yesenia, de Yolanda Vargas Dulché. 
En las telenovelas, destacan sus papeles en las producciones: Barata de primavera, Ha llegado una intrusa, El maleficio, Un nuevo amanecer, Ángeles blancos, El vuelo del águila, Mi querida Isabel, Ángela, La otra, La madrastra y Soy tu dueña.
En literatura aparece como personaje en el cuento El Gusano de Roberto Bolaño, publicado en su volumen Llamadas telefónicas. En el relato, la actriz le firma un autógrafo a Arturo Belano (alter ego de Bolaño), en la primera página de La caída de Albert Camus.
En 2015, durante el XVIII Festival Internacional de Cine Guanajuato (GIFF, por sus siglas en inglés), la Asociación de Mujeres en el Cine y la TV le otorgó el galardón La Musa.

## Discografía
| Año  | Discografía                                                       |
| ---- | ----------------------------------------------------------------- |
| 1979 | Can-Can (Disco con los temas de la obra teatral del mismo nombre) |

## Filmografía

### Televisión
| Año       | Telenovela                | Personaje                                     |
| --------- | ------------------------- | --------------------------------------------- |
| 2023      | El maleficio              | Nuria                                         |
| 2020-2021 | La mexicana y el güero    | Matilde Vda. de Salvatorre / Brunilda Cuéllar |
| 2018-2019 | Por amar sin ley          | Virginia de Ávalos                            |
| 2016      | Las amazonas              | Bernarda Castro Vda. de Mendoza               |
| 2013      | Libre para amarte         | Amelia Lascuraín Vda. de Sotomayor            |
| 2010      | Soy tu dueña              | Leonor de Montesinos                          |
| 2007      | Amor sin maquillaje       | Ella misma                                    |
| 2005-2006 | Peregrina                 | Victoria Castillo de Alcocer                  |
| 2005      | La madrastra              | Alba San Román                                |
| 2002      | La otra                   | Bernarda Sáenz Vda. de Guillén                |
| 2000      | Mi destino eres tú        | Nuria del Encino de Rivadeneira               |
| 1999      | Serafín                   | Alma de la Luz                                |
| 1998-1999 | Ángela                    | Emilia Santillana Roldán                      |
| 1996-1997 | Mi querida Isabel         | Doña Clara Riquelme vda de Márquez            |
| 1995      | Alondra                   | Verónica Real de Díaz                         |
| 1994-1995 | El vuelo del águila       | Carmen Romero Rubio de Díaz                   |
| 1990-1991 | Ángeles blancos           | Rocío Díaz de León                            |
| 1988-1989 | Nuevo amanecer            | Laura Treviño.                                |
| 1983-1984 | El maleficio              | Beatriz de Martino.                           |
| 1981-1982 | Quiéreme siempre          | Ana María Ponce de León.                      |
| 1980      | Sandra y Paulina          | Sandra Antonelli / Paulina                    |
| 1978-1979 | Pecado de amor            | Paula Otero / Chantal Luque                   |
| 1976-1977 | Mañana será otro día      | Mariana de la Riva                            |
| 1975-1976 | Barata de primavera       | Leticia Reyes                                 |
| 1974-1975 | Ha llegado una intrusa    | Alicia Bernal / Hilda Moreno Sainz            |
| 1973      | Cartas sin destino        | Rosina                                        |
| 1970      | Encrucijada               | Wendy Keeper                                  |
| 1968      | En busca del paraíso      | Giselle                                       |
| 1968      | Leyendas de México        | Beatriz                                       |
| 1967      | Dicha robada              | Ofelia                                        |
| 1967      | Amor en el desierto       | Adriana                                       |
| 1967      | Engáñame                  | Laura                                         |
| 1966-1967 | El derecho de nacer       | Isabel Cristina                               |
| 1966      | Corazón salvaje           | Aimeé Molnar D'Autremont                      |
| 1966      | La dueña                  | Ángela                                        |
| 1965      | Abismo                    | Claudia                                       |
| 1965      | Alma de mi alma           | Alma                                          |
| 1965      | Nuestro barrio            | Laura                                         |
| 1964      | La vecindad               | Yolanda                                       |
| 1964      | Gabriela                  | Sara                                          |
| 1964      | Siempre tuya              | Caty                                          |
| 1963      | Agonía de amor            | Jane (joven)                                  |
| 1963      | Cita con la muerte        |                                               |
| 1963      | Eugenia                   |                                               |
| 1963      | Grandes ilusiones         |                                               |
| 1962      | El caminante              | Rosa                                          |
| 1962      | Encadenada                | Laura                                         |
| 1962      | Janina                    |                                               |
| 1962      | Sor Juana Inés de la Cruz |                                               |
| 1962      | Las momias de Guanajuato  |                                               |
| 1961      | La leona                  | María                                         |
| 1961      | Conflicto                 | Isabel                                        |
| 1960      | Vida por vida             | María                                         |

### Series de televisión
| Año       | Series de televisión                     |
| --------- | ---------------------------------------- |
| 1997-2002 | Mujer, casos de la vida real - Ana María |
| 1955      | Teatro Fantástico                        |

### Cine
- Siete años de matrimonio (2013) .... Adriana
- Héroes verdaderos (2010) .... Josefa Ortiz de Domínguez (voz)
- A propósito de Buñuel (2000) .... Ella misma (documental)
- La señorita (1994)
- Una adorable familia (1987)
- El cabezota (1982) .... Maestra
- Picardía mexicana (1978) .... La maestra
- La casa del pelícano (1978) .... Margarita Ramírez
- Los japoneses no esperan (1978) .... Julia
- Cristo te ama (1975)
- Simón Blanco (1975) .... Natalia
- Con amor de muerte (1974)
- Crónica de un amor (1974) .... Margarita
- El juego de la guitarra (1973)
- Separación matrimonial (1973) .... Clara
- La gatita (1972) .... Lalicha
- Los enamorados (1972)
- Hoy he soñado con Dios (1972) .... Bertha
- Intimidades de una secretaria (1971)
- Yesenia (1971) .... Yesenia
- En esta cama nadie duerme (1971)
- Vuelo 701 (1971) .... Lidia
- Nido de fieras (1971)
- Las puertas del paraíso (1970)
- La noche violenta (1970)
- Fallaste corazón (1970) .... Leticia
- Quinto patio (1970)
- Las chicas malas del padre Méndez (1970) .... Monja
- El oficio más antiguo del mundo (1970) .... Graciela
- Tres noches de locura (1970) .... (segmento "Ana")
- Las bestias jóvenes (1970)
- Los problemas de mamá (1970) .... Rosa
- Trampas de amor (1969) .... Modesta (segmento "Yvonne")
- El día de las madres (1969) .... Rosario
- Almohada para tres (1969)
- El zángano (1968)
- Un largo viaje hacia la muerte (1968)
- Rocambole contra las mujeres arpías (1967)
- Amor amor amor (1965) .... Lola de Coroneo (segmento "Lola de mi vida")
- El juicio de Arcadio (1965)
- Lola de mi vida (1965)
- Un día de diciembre (1962)
- El ángel exterminador (1962) .... Alicia de Roc
- El vestido de novia (1959) .... Nelly

### Teatro
| Año       | Teatro                   |
| --------- | ------------------------ |
| 2017      | Las Arpías               |
| 2016      | Mujeres de Ceniza        |
| 2014-2015 | La fierecilla tomada     |
| 2009      | Entre mujeres            |
| 2007-2008 | Carlota Emperatriz       |
| 1999-2002 | El amor no tiene edad    |
| 1983      | Un tranvía llamado deseo |
| 1979      | Can-Can                  |
| 1977      | Corona de sombra         |
| 1964      | La vidente               |

### Videoclips
| Año  | Videoclips                        |
| ---- | --------------------------------- |
| 2014 | Luna Mágica con Mauricio Martínez |

## Premios y nominaciones

### Premios TVyNovelas
| Año  | Categoría                | Telenovela          | Resultado |
| ---- | ------------------------ | ------------------- | --------- |
| 2011 | Mejor actriz antagónica  | Soy tu dueña        | Nominada  |
| 2006 | Mejor actriz antagónica  | La madrastra        | Nominada  |
| 2003 | Mejor actriz antagónica  | La otra             | Nominada  |
| 2003 | Mejor primera actriz     | La otra             | Ganadora  |
| 1998 | Mejor primera actriz     | Mi querida Isabel   | Ganadora  |
| 1995 | Mejor primera actriz     | El vuelo del águila | Ganadora  |
| 1991 | Mejor actriz protagónica | Ángeles blancos     | Nominada  |
| 1989 | Mejor primera actriz     | Nuevo amanecer      | Ganadora  |
| 1984 | Mejor actriz protagónica | El maleficio        | Nominada  |

- "Trayectoria como actriz" (1997).
- "Una vida de telenovela" (2013).

### Premios El Heraldo de México
| Año  | Categoría     | Telenovela | Resultado |
| ---- | ------------- | ---------- | --------- |
| 2003 | Mejor Villana | La otra    | Ganadora  |

### Premios INTE
| Año  | Categoría         | Trabajo nominado | Resultado |
| ---- | ----------------- | ---------------- | --------- |
| 2003 | Actriz de reparto | La otra          | Nominada  |

### Premios Palmas de Oro
| Categoría               | Telenovela | Resultado |
| ----------------------- | ---------- | --------- |
| Mejor actriz antagónica | La Otra    | Ganadora  |

### Premios ACE
| Año  | Categoría    | Telenovela   | Resultado |
| ---- | ------------ | ------------ | --------- |
| 2006 | Mejor actriz | La madrastra | Ganadora  |

### Premios de la Agrupación de Críticos y Periodistas de Teatro (ACPT)
| Año  | Categoría                          | Obra de teatro       | Resultado |
| ---- | ---------------------------------- | -------------------- | --------- |
| 2015 | Premio Mejor Co-actuación Femenina | La fierecilla tomada | Ganadora  |

### Premios de la Agrupación de Periodistas Teatrales (APT)
| Año  | Categoría | Obra de teatro | Resultado |
| ---- | --- | -------------- | --------- |
| 2010 | Premio María Victoria en la categoría "Mejor actriz en comedia" (ex aequo Margarita Gralia, Anna Ciocchetti, Rebeca Jones, Silvia Pasquel e Isaura Espinosa) | Entre mujeres  | Ganadora  |

### Diosas de plata
| Año  | Categoría                  | Película              | Resultado |
| ---- | -------------------------- | --------------------- | --------- |
| 1995 | Mejor actriz               | La señorita           | Ganadora  |
| 1970 | Mejor actriz               | Trampas de amor       | Ganadora  |
| 1967 | Mejor coactuación femenina | El ángel exterminador | Ganadora  |